# Kevin Durant
Kevin Durant , ameriški košarkar, * 29. september 1988, Washington, D.C., ZDA. 
V ligi NBA igra za ekipo Phoenix Suns, v sezoni 2007-08 je bil izbran za novinca leta v ligi NBA. Leta 2007 je podpisal pogodbo s podjetjem Nike. Durant je tudi član moške košarkarske reprezentance ZDA, s katero je na svetovnem prvenstvu 2010 osvojil naslov svetovnega prvaka in bil izbran za najkoristnejšega tekmovalca prvenstva.